# Aviation (Cocktail)

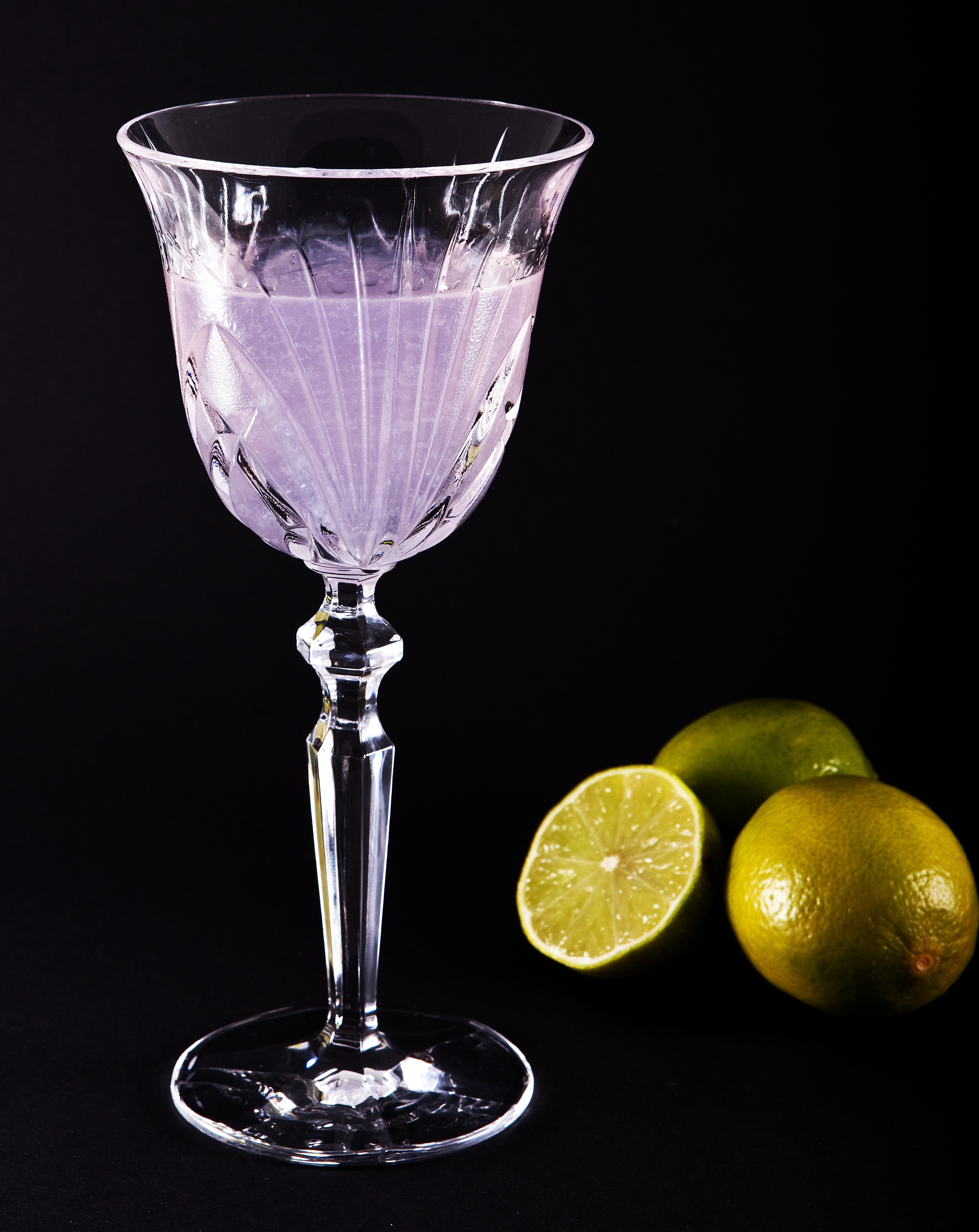
Aviation Cocktail (hier in einer Variante mit Limetten- statt Zitronensaft).

Der Aviation ist ein klassischer Cocktail aus Gin, Maraschino-Likör, Crème de Violette (Veilchenlikör) und Zitronensaft. Durch die Kombination einer Basisspirituose mit Zitrussaft und einer Zuckerquelle – hier den Likören – ist der Shortdrink in der Gruppe der Sours einzuordnen. Seinen Namen verdankt der Cocktail wahrscheinlich seiner zart silbrig-grauen Färbung durch den Veilchenlikör, der an den Himmel und die zu seiner Entstehungszeit Anfang des 20. Jahrhunderts aufkommende Luftfahrt (engl. „aviation“) erinnert.

## Geschichte
Das Originalrezept für den Aviation Cocktail erschien 1916 in Hugo Ensslins Rezeptsammlung Recipes for Mixed Drinks.:S. 7 Der deutschstämmige Ensslin arbeitete seinerzeit als Barkeeper im Wallick Hotel am New Yorker Times Square, dem früheren Barrett House (1882–ca. 1900) und Cadillac Hotel (etwa 1900–1910), dessen Bar 1919 nach der Zusammenlegung mit dem Claridge Hotel geschlossen wurde. Sein Rezeptbuch hatte Ensslin im Selbstverlag herausgegeben, 1917 folgte eine zweite, erweiterte Ausgabe. Dem Cocktailhistoriker David Wondrich zufolge war der Aviation jedoch bereits in der Erstausgabe enthalten. Ensslins Aviation Cocktail war recht sauer und bestand aus 1/3 Zitronensaft, 2/3 El Bart Gin, 2 Dashes (Spritzer) Maraschino-Likör und 2 Dashes Crème de Violette, war mit Eisstückchen zu schütteln und – wie üblich ohne Eis – in ein Cocktailglas abzuseihen. Diese Originalrezeptur – lediglich ohne Nennung der Gin-Marke – wurde später von Patrick Gavin Duffy in seinem Buch Official Mixer’s Manual (1934) wieder aufgegriffen. Zuvor hatte der Londoner Barkeeper Harry Craddock sie, wie Duffy ohne Quellenangabe, in sein 1930 erschienenes Savoy Cocktail Book übernommen, allerdings mit einem entscheidenden Fehler: er ließ den Veilchenlikör weg. Durch die große Bekanntheit des Buches – Craddock war Präsident der Barkeeper-Vereinigung United Kingdom Bartenders’ Guild. und das Buch wurde immer wieder neu aufgelegt – verbreitete sich in den folgenden Jahrzehnten nur noch diese Variante aus zwei Teilen Gin, einem Teil Zitronensaft und zwei Dashes Maraschino. Bis Anfang des 21. Jahrhunderts war der Cocktail fast in Vergessenheit geraten und wurde, wenn überhaupt, in Rezeptsammlungen nur ohne Veilchenlikör aufgeführt. Crème de Violette wurde ohnehin von den meisten Likörherstellern nicht mehr produziert und war in der zweiten Hälfte des 20. Jahrhunderts nahezu völlig vom Markt verschwunden. 2004 stieß David Wondrich auf Ensslins Buch, veröffentlichte kurz darauf das Originalrezept und machte das Buch 2009 als Nachdruck zugänglich. Seitdem hat sich der Aviation Cocktail im Zuge der Wiederbelebung alter Cocktail-Rezepte wieder international verbreitet. Ende 2011 nahm ihn die International Bartenders Association (IBA) als „unvergesslichen“ Drink in ihre Liste „offizieller Cocktails“ auf, wenngleich weiterhin ohne Crème de Violette. Auf vielen Barkarten und in verschiedenen Standardwerken wird der Cocktail aber inzwischen wieder mit allen Zutaten von 1916 geführt.

## Zubereitung

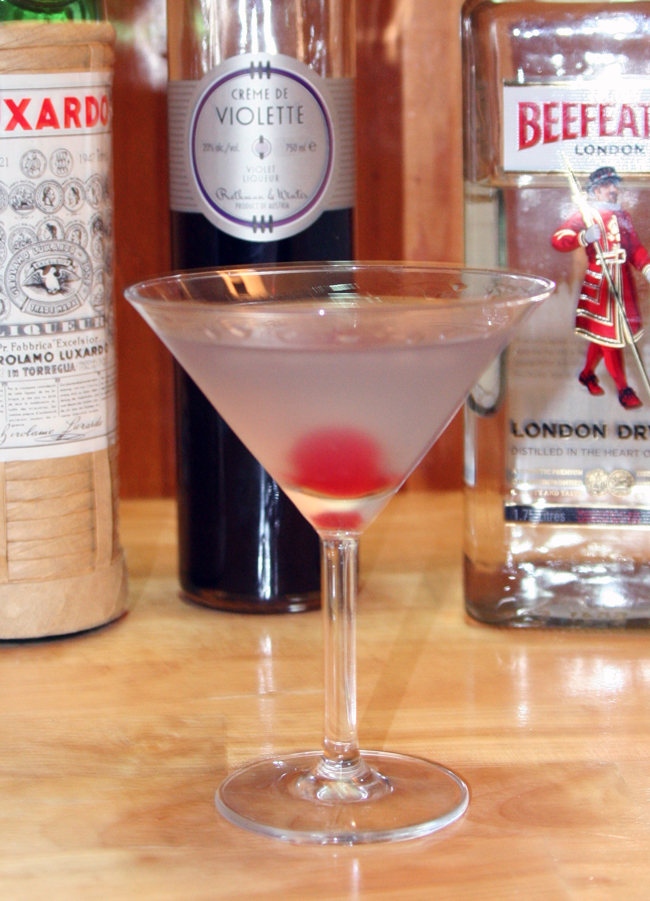
Aviation Cocktail in einem Martiniglas mit Cocktailkirsche, im Hintergrund typische Zutaten.

Der Aviation Cocktail ist ein leichter, floraler Drink aus lediglich vier Zutaten, die jedoch nicht leicht miteinander in Einklang zu bringen sind. Zum einen dürfe das Süße-Säure-Verhältnis zwischen dem Zitronensaft und den verwendeten Likören nicht kippen, zum anderen gleite der Geschmack des Drinks allzu leicht ins Seifige, wenn man zu viel Veilchenlikör verwende (Wondrich genügt ein Teelöffel). In den meisten Rezepten werden Gin und frisch gepresster Zitronensaft im Verhältnis 2:1 bis 4:1 verwendet (z. B. 5 cl Gin und 1,5 cl Zitronensaft), dazu weniger Maraschino-Likör als Zitronensaft (z. B. 1 cl) und eben so viel oder etwas weniger Crème de Violette (z. B. 1 BL – 1 cl). Camper English schlägt in seinem Aufsatz über den Aviation Cocktail ein Mischungsverhältnis von 6 cl Gin, 2 cl Zitronensaft, 1,5 cl Maraschino und 0,7 cl Crème de Violette vor. Ist der Drink zu sauer, kann mit geschmacksneutralem Zuckersirup statt Likör nachgeholfen werden. Nach dem Abschmecken der Zutaten wird der Drink mit Eiswürfeln im Cocktail-Shaker meist geschüttelt, jedoch teilweise auch gerührt, damit er weniger trüb ist und die blassblaue Färbung besser zur Geltung kommt, und durch ein Barsieb „straight up“, also ohne Eis, in eine vorgekühlte Cocktailschale abgeseiht. Als Garnitur wird gelegentlich eine Cocktailkirsche in den Drink gegeben.

## Varianten
Teilweise wird auf die Crème de Violette ganz verzichtet oder der Likör durch Parfait Amour oder Crème Yvette ersetzt, welche jedoch über das blumige Aroma hinaus je nach Hersteller noch Beeren-, Zitrus- und Gewürznoten aufweisen. Der blau eingefärbte Orangenlikör Blue Curaçao eignet sich hingegen nicht für einen Aviation, er war zur Entstehungszeit des Drinks auch noch gar nicht bekannt. Von Veilchensirup (als Sirupus violatus bereits im Mittelalter bekannt) als Ersatz für Crème de Violette wurde abgeraten. Statt Gin kann auch ein Genever verwendet werden, z. B. im Genever Aviation mit 3 Teilen Oude Genever, je 1 Teil Zitronensaft und Maraschino und 2 BL Crème de Violette.
Eine vollständig andere Rezeptur findet sich im Rezeptbuch Drinks des Amerikaners Jacques Straub. Sein Aviation Cocktail besteht aus Applejack (einem Apfelbrand ähnlich Calvados), Limettensaft, Absinth und Grenadine, hat also mit Ensslins Mixtur nur den Namen gemein und ist darüber hinaus von rötlich-brauner Farbe. Zwar trägt Straubs Buch einen Copyright-Vermerk von 1914, zwei Jahre bevor Ensslins Buch erschien, bei der zitierten Quelle handelt es sich jedoch um eine posthum von Straubs Frau veröffentlichte und vermutlich erweiterte Auflage, die frühestens um 1920 erschien. Straubs Aviation ist also wahrscheinlich nicht der ursprüngliche, sondern entweder zufällig namensgleich mit dem Original oder ein Versuch, einen neuen Cocktail unter schon bekanntem Namen zu etablieren.
David Embury führt den Aviation in seinem 1948 erschienenen, einflussreichen Klassiker The Fine Art of Mixing Drinks wie Craddock ohne Veilchenlikör, jedoch (wie alle seine Sours) in einer stärkeren Variante mit 8 Teilen Gin zu 2 Teilen Zitronensaft und 1 Teil Maraschino und schlägt als Variation vor, anstelle des Maraschino zu gleichen Teilen Maraschino und Cointreau zu verwenden. Darüber hinaus erwähnt er einen Drink aus gleichen Teilen Dubonnet und Sherry, der in anderen Rezeptbüchern ebenfalls Aviation genannt werde.:S. 141

## Verwandte Cocktails

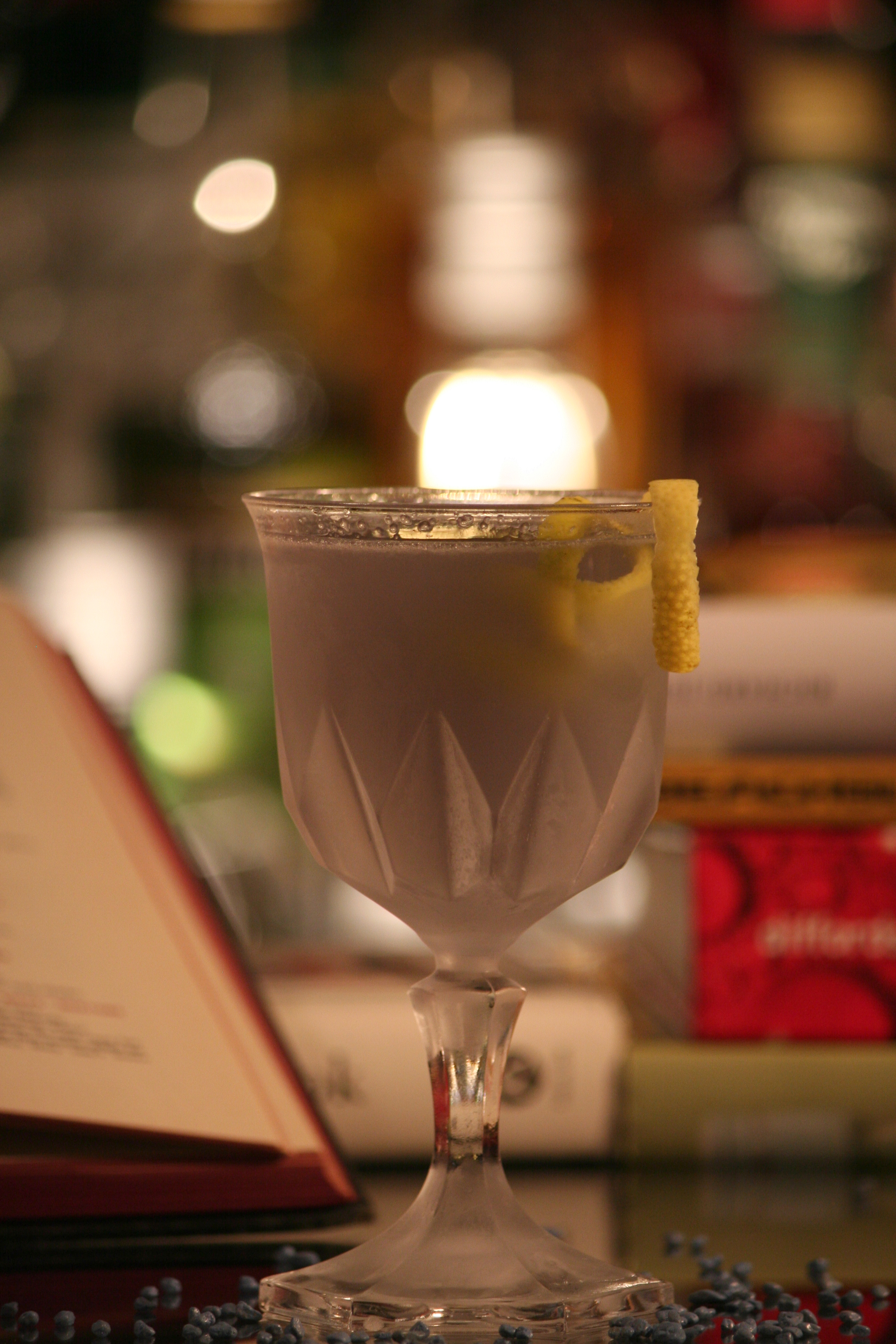
Der Blue Moon Cocktail wird wie der Aviation mit Crème de Violette, jedoch ohne Maraschino-Likör gemixt.

Eng verwandt mit dem Klassiker ist der Blue Moon Cocktail, der ebenfalls schon 1916 bei Ensslin erwähnt wird und dort aus zwei Teilen Gin, einem Teil französischem (trockenen) Wermut sowie je einem Dash Orangenbitter und Crème Yvette besteht, einem lilafarbenen Likör, der Crème de Violette sehr ähnelte. Auf den fertigen Drink gab Ensslin einen Schuss Bordeaux-Rotwein (engl. „claret“).:S. 9 Spätere Rezepte verzichten jedoch auf den Rotwein und verwenden, wie im Aviation, Zitronensaft statt Wermut, wodurch der Blue Moon eine große Nähe zum Aviation aufweist und sich von diesem nur durch den Verzicht auf Maraschinolikör unterscheidet. Entsprechende Rezepte finden sich bei Crosby Gaige 1941 und bei David Embury, der sein Rezept für Blue Devil or Blue Moon mit Crème Yvette oder Parfait d’Amour angibt.:S. 143 Heute wird der Blue Moon Cocktail zum Beispiel aus 4 cl London Dry Gin und je 1 cl frisch gepresstem Zitronensaft und Crème de Violette gemixt.
Ein weiterer Cocktail mit Crème de Violette ist der Moonlight Cocktail aus Gin, Limettensaft, Orangenlikör (Cointreau) und Crème de Violette.